# Municipio de Guanabacoa
Municipio de Guanabacoa är en en kommun i Kuba. Den ligger i provinsen Provincia de La Habana, i den västra delen av landet, 9 km öster om huvudstaden Havanna. Antalet invånare är 112 702. Arean är 127 kvadratkilometer.
Terrängen i Municipio de Guanabacoa är platt.